# Острів Саадіят

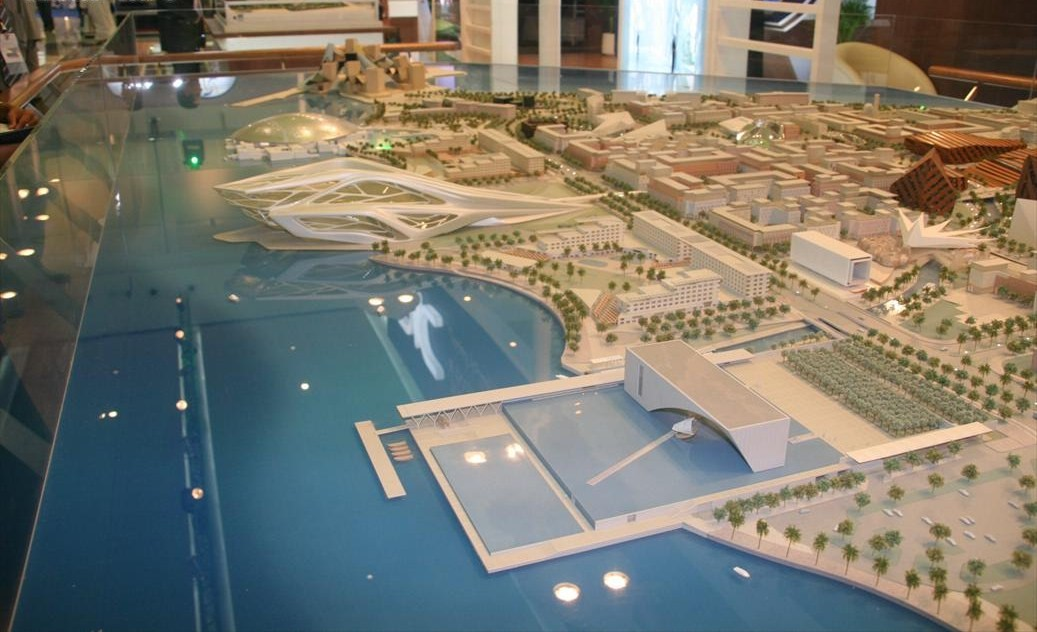
Макет острова Саадіят

Острів Саадіят ( Острів щастя ) — природний острів у  Перській затоці, неподалік від Абу-Дабі.

## Історія будівництва
Острів Саадіят — природний острів-місто, в якому будуть жити 160 тисяч осіб. На острові планується розмістити чотири музеї (в тому числі філії паризького Лувру і Нью-Йоркського Гуггенхайма), дев'ять п'ятизіркових готелів, поля для гольфу і багато іншого. Потрапити на острів Саадіят можна за допомогою двох автомагістралей, що сполучають його мостами з Абу-Дабі.
Цей проект розробляє TDIC (Компанія з туристичного розвитку та інвестування).
Закінчення цього великомасштабного проекту заплановано на 2018 р.

## Пам'ятки острова Саадіят
- Zayed National Museum (Національний музей імені шейха Заїда).
- Guggenheim Abu Dhabi Museum (музей абстрактного мистецтва Гуггенхайм Абу-Дабі), проект  Френка Гері.
- Лувр Абу-Дабі, проект  Жана Нувеля.
- Performing Arts Center (Центр виконавських мистецтв), проект  Захі Хадід.
- Національний музей, проект  Нормана Фостера.
- Морський музей, проект Тадао Андо.
- Manarat Al Saadiyat (центр розваг).
- Saadiyat Island